# Партитура
Партиту̀ра (на италиански: partitura) означава деление, разпределение. Партитурата представлява нотна тетрадка, върху страниците на която инструменталните и вокалните партии (гласове) са написани една над друга така, че с един поглед във всеки един момент да се обхваща ролята на отделните партии (гласове). Петолинията в партитурата са свързани с аколада (музика) и общи тактови линии, а нотите, които трябва да прозвучат едновременно, лежат на една вертикална линия.

## Видове партитури
Партитурите биват:
- хорови – при които гласовете (партиите) се подреждат по височина: сопран, алт, тенор, бас (от горе надолу);
- камерни – за камерен състав;
- оркестрови – редът, по който се подреждат инструменталните партии в една голяма оркестрова партия не е различен;
- адаптирани (условни или схематични) – в джаза и попмузика.